# Cuentos de buenas noches para niñas rebeldes
Cuentos de buenas noches para niñas rebeldes es una serie de tres libros infantiles, dirigidos para niñas y niños de 6 años en adelante. Los libros fueron financiados a través de un sitio web de micromecenazgo, y rompieron los registros del sitio para la recaudación de fondos para una publicación de literatura. Cada uno de los libros incluye cien historias cortas con las biografías de mujeres reales que pueden ser un modelo para la niñez, cada biografía viene acompañada de ilustraciones realizadas por artistas mujeres de todo el mundo. Fueron traducidos a cuarenta y siete idiomas. A partir de 2021 se publicaron ediciones locales con selecciones de biografías destacadas para diferentes países latinoamericanos.

## Escritura y publicación
El primer volumen de Cuentos de buenas noches para niñas rebeldes fue escrito por Elena Favilli y Francesca Cavallo, publicado originalmente en inglés en 2016 y en 2017 en español. El primer y segundo libro fueron financiados por el aporte colectivo (crowdfunded) en la plataforma web Kickstarter, ambos rompiendo récords en el sitio web. El primer volumen fue «el libro infantil más financiado» en Kickstarter, recaudando más de un millón de dólares, el segundo volumen fue su «proyecto editorial de financiación más rápida». Es considerado el caso más exitoso a nivel internacional como método de autofinanciación editorial.
Cada libro de la serie dedica una página a la historia de cien mujeres que pueden ser modelos a seguir para los niños. Las mujeres provienen de diferentes orígenes, épocas, son culturalmente diversas y tienen una amplia variedad de ocupaciones, que están acompañadas con ilustraciones de mujeres artistas.
«Las historias comienzan con el "había una vez" y cuentan de qué manera distintas mujeres reales, de ayer y de hoy, cambiaron el rumbo de sus vidas y dejaron una huella. Se rebelaron contra lo establecido, eso que les decía que por ser mujeres debían comportarse de una determinada forma».

En el prólogo del primer tomo las autoras definen el proyecto:
"A todas las niñas del mundo
queremos decirles:
sueñen en grande,
aspiren a más,
luchen con fuerza
y, ante la duda, recuerden esto:

lo están haciendo bien.

## Ediciones
El segundo volumen, con otras cien biografías, fue publicado en 2018 en las ediciones en inglés y español. El tercer volumen, que incluye únicamente mujeres migrantes, fue publicado en octubre de 2020 en las ediciones en inglés y en español. En español los tres volúmenes se publicaron en formato de audiolibros. Posteriormente apareció la edición que selecciona las cien biografías de españolas se tituló Cuentos de buenas noches para nuestras niñas rebeldes.
Como marca Niñas Rebeldes confirmó un acuerdo con la editorial Planeta para que se publicaran durante 2021 diferentes libros de Cuentos de buenas noches para niñas rebeldes, para diferentes países de Latinoamérica: México, Argentina, Perú, Chile, Colombia y Ecuador, y Uruguay. Cada edición tiene su propia publicación, con una selección de mujeres destacadas para cada país, realizada por escritoras e ilustradores del mismo país.

## Ventas
Cuentos de buenas noches ha vendido más de un millón de copias y ha sido traducido a más de 47 idiomas. Han recibido elogios por ser una alternativa a la representación estereotípica de las niñas y las mujeres en la ficción (como las princesas de Disney), o libros sobre héroes que centran principalmente en los protagonistas masculinos, se enfoca en decirle a las jóvenes que pueden crecer para ser lo que deseen, independientemente de lo que piensen los demás. El libro se ha convertido en un referente del movimiento de empoderamiento de la mujer.
La inclusión de Aung San Suu Kyi en el primer libro ha recibido críticas por su fracaso en condenar la actual persecución Rohingya en Myanmar. Favilli y Cavallo han comentado que están considerando (pero no se han comprometido) a sacarla de futuras impresiones del libro.